# トルデンスキョル (装甲艦)

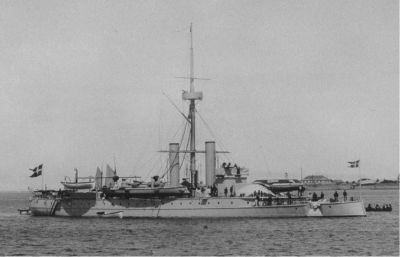
水雷艇を搭載している「トルデンスキョル」（1884年）

1890年代の「トルデンスキョル」

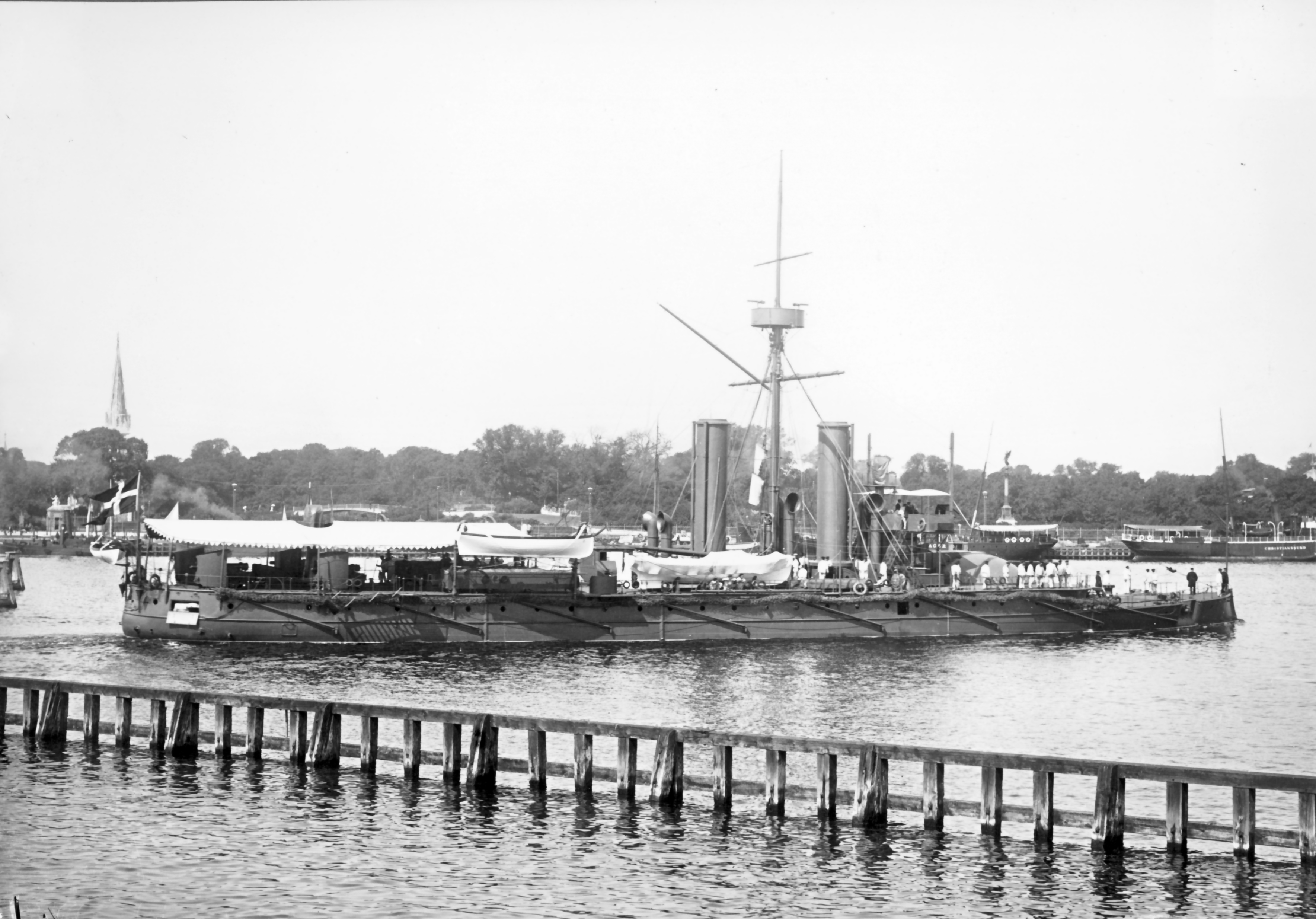
1901年の「トルデンスキョル」

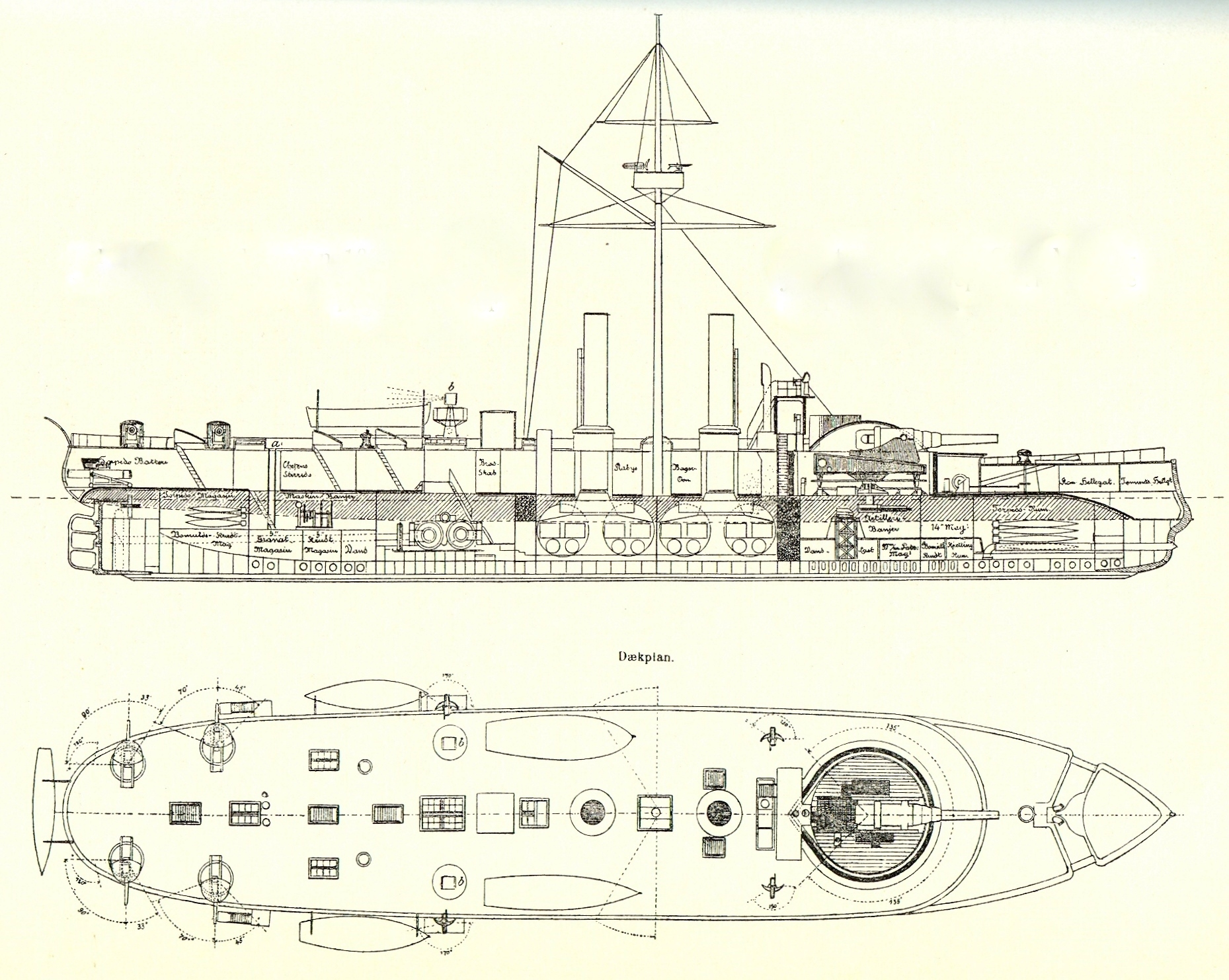
「トルデンスキョル」の図面

トルデンスキョル (Tordenskjold) はデンマーク海軍の艦艇。海防戦艦「ヘルゴラン」に続いて建造された艦で、14インチ砲1門を搭載したが、予算の関係で水線装甲帯はなかった。水雷艦 (torpedoskib) に類別され、魚雷兵装を有したほか、水雷艇搭載とされた。後に、装甲艦 (pandserskib, panserskib) に類別されている。水雷衝角艦ともされる。艦名は、18世紀のデンマーク・ノルウェー海軍のピーダ・トルデンスキョルにちなむ。同じ人物にちなみ命名されたノルウェー海軍の海防戦艦「トルデンショル」と綴りが同一である。
1879年6月5日起工。1880年9月30日進水。建造費は2670000クローネであった。
船体は鋼鉄製で、排水量2494トン、全長67.79メートル、水線間長65.53メートル、幅13.23メートル。吃水は艦首4.79メートル、艦尾4.81メートルであった。
主砲はクルップ25口径14インチ1040ctr後装砲1門を露砲塔に搭載した。射程は約9000メートル、発射速度は10分に1発であった。主砲の他に、クルップ24口径5インチ28ctr後装砲を艦尾部に単装で計4門と、ホチキス37mm5砲身回転機砲4門を搭載した。同回転機砲は1883年に2門追加された。後にノルデンフェルト0.45インチ5銃身機銃2挺、マキシム8mm機銃2挺、マキシム37mm機砲2門が搭載された。水雷兵装は、艦首に38cm水中魚雷発射管1門、艦尾に35.5cm水上魚雷発射管1門を搭載。他に、35.5cm魚雷落射機が2基搭載されたが、これは1890年に魚雷発射管2門に換えられた。
機関はブアマイスタ＆ウェーイン社製の水平還動2段膨張式トランク機関2基と円缶8基で、出力2600指示馬力。速力13.3ノット。石炭搭載量は170トンで、航続距離は9ノットで1500浬であった。
前述のとおり水線装甲帯はなく、代わりに亀甲型の防護甲板を有し、大浸水を阻止を阻止すべく防護甲板とその傾斜部の上に張られた水平版との間を細分化してコルクを充填するというものとなっていた。
砲塔のバーベットの装甲は厚さ203mmで、砲塔上には40mm厚鋼板製の覆いがあった。司令塔の装甲は厚さ31mmであり、1890年には152mmにされている。
1897年、スウェーデンのオスカル2世王在位25周年記念式典に参列。1899年、ロシアのゲオルギー・アレクサンドロヴィチの葬儀に参列。1908年3月13日除籍。ドイツのビアマン社に130600クローネで売却された。